# Jordan Boase
Jordan Boase (ur. 10 października 1985) – amerykański lekkoatleta, sprinter.
Medalista mistrzostw NCAA.

## Rekordy życiowe
- bieg na 200 m – 20,37 (2008)
- bieg na 400 m – 44,82 (2008)